# Демаршелье, Патрик
Патри́к Демаршелье́ (фр. Patrick Demarchelier; 20 августа 1943, Обонн, Сена и Уаза — 31 марта 2022, Сен-Бартелеми) — французский фотограф, один из важнейших мастеров модной фотографии.

## Общая характеристика
С 1975 года жил в Нью-Йорке. Отец троих детей. Работал для крупнейших американских, французских и британских изданий, связанных с миром моды — Harper’s Bazaar, ELLE, Vogue, Rolling Stone, Newsweek, Life и др. Сотрудничал с известными модными брендами; снимал рекламные кампании для таких фирм, как Polo Ralph Lauren, Cutty Sark, Calvin Klein Inc., Armani, Chanel, Gap, Versace, L’Oréal, Elizabeth Arden, Revlon, Lancôme.

## Биография
Во второй половине 1950-х годов Демаршелье увлекся фотографией. Отчим подарил Патрику свой старый Кодак и молодой человек смог перейти от «фотографирования глазами» — к более традиционному способу получения фотографических изображений. В нём сразу проснулась коммерческая жилка, он стал фотографировать за плату, сначала друзей и родственников, постепенно расширяя круг.
В 1960-х годах начинающий фотограф подрабатывал в фотомастерских, занимался печатью и ретушью, изготовлял комбинированные фотографии для выпускных классов школ. Вскоре он решил фотографировать сам: около года работал для мелких агентств, некоторое время был ассистентом у известного фотографа Ханса Фойрера. В начале 1970-х годов его работы стали появляться в таких известных журналах как «Elle», «Marie Claire» и «20 Ans».
У Демаршелье не было формального образования в области изящных искусств — впрочем, у него вообще не было образования. В основном он учился фотографировать-просто фотографируя, делая большое количество снимков. Другими учителями молодого человека были фотографы, среди которых он особенно выделял Ричарда Аведона, Хельмута Ньютона и Ирвина Пенна.

## Работа в области модной фотографии
В 1975 году 32-летний Демаршелье уехал из Франции в Соединённые Штаты. В Америке карьера Патрика Демаршелье пошла в гору. Его фотографии появились в престижных журналах «Glamour» и «Mademoiselle». Вскоре его работу заметил и оценил всесильный художественный директор издательства «Conde Nast Publications» (по совместительству художник, скульптор, дизайнер и фотограф) Александр Либерман. В 1980-х годах Демаршелье сотрудничал с журналами «Glamour» и «Mademoiselle», к которым добавились «GQ», «Rolling Stone», а несколько позже «Harper’s Bazaar» и «Vogue».

В 1995 году он выпустил свой первый фотоальбом с наименованием «Патрик Демаршелье: Фотографии» («Patrick Demarchelier: Photographs»). Демаршелье издал 12000 экземпляров, а через год он выпустил ещё 5000. В 1997 году вышла книга «Патрик Демаршелье: Открытие элегантности» («Patrick Demarchelier: Exposing Elegance»), в 1998 — «Патрик Демаршелье: Формы» («Patrick Demarchelier: Forms»). Его книги несколько раз переиздавались. В 2008 году вышел новый фотоальбом со старым наименованием «Патрик Демаршелье: Фотографии».
В 2005 и 2008 году он получил заказ на создание календаря Pirelli. В 2007 году фотограф был удостоен награды Элеонор Ламберт (Eleanor Lambert Award) как лучший имиджмейкер в области дизайна. В этом же году он стал Офицером Ордена Литературы и Искусства — одной из четырёх главных государственных наград Франции учреждённой в 1957 году с целью отмечать наиболее выдающихся деятелей мировой культуры.
В сентябре 2008 года открылась выставка фотографа в Париже в Малом дворце (Le Petit Palais). Более 400 фотографий Демаршелье разместили вперемешку с полотнами мастеров живописи из коллекции музея. «Это вовсе не ретроспектива», — настаивает 65-летний фотограф в интервью Associated Press, — «Это просто ещё один шаг в выбранном направлении. Не может быть и речи об уходе на заслуженный отдых, ведь каждый день — это новый день, новый вызов».

## Особенности метода
В своей работе Демаршелье использует «эстетику случайного кадра». «Я стараюсь создать атмосферу, в которой человек чувствует себя непринужденно», — объяснял мастер главный секрет своего успеха. «Мне не нравится чувство, что между мной и портретируемыми стоит фотокамера, поэтому я делаю все возможное, чтобы они об этом забыли». Этот метод позволил ему сделать множество великолепных портретов, в частности знаменитый портрет Принцессы Дианы в 1992 году: «Мы разговаривали, смеялись, потом „Щёлк“, а камеры как будто и нет. Её и не должно быть».
Те же принципы фотограф старается применять не только в портретной съёмке, но и при работе с обнажённой натурой: "Я не люблю, когда модель играет «ню» или старается быть «обнажённой».